# モリムシクイ
モリムシクイ(Wood warbler)は、北ヨーロッパ、温帯ヨーロッパからロシアの極西、ウラル山脈南まで、広く分布するメボソムシクイ属の鳥である。
大規模な渡りを行い、ほとんどは熱帯アフリカで越冬する。

## 名前
属名Phylloscopusは、古代ギリシア語で「葉」という意味のphullonと「探す者」という意味のskoposに由来する。種小名sibilatrixは、ラテン語で「口笛を吹く者」の意味である。
19世紀末には、"wood-wren"という英名でも呼ばれるようになった。

## 生息域

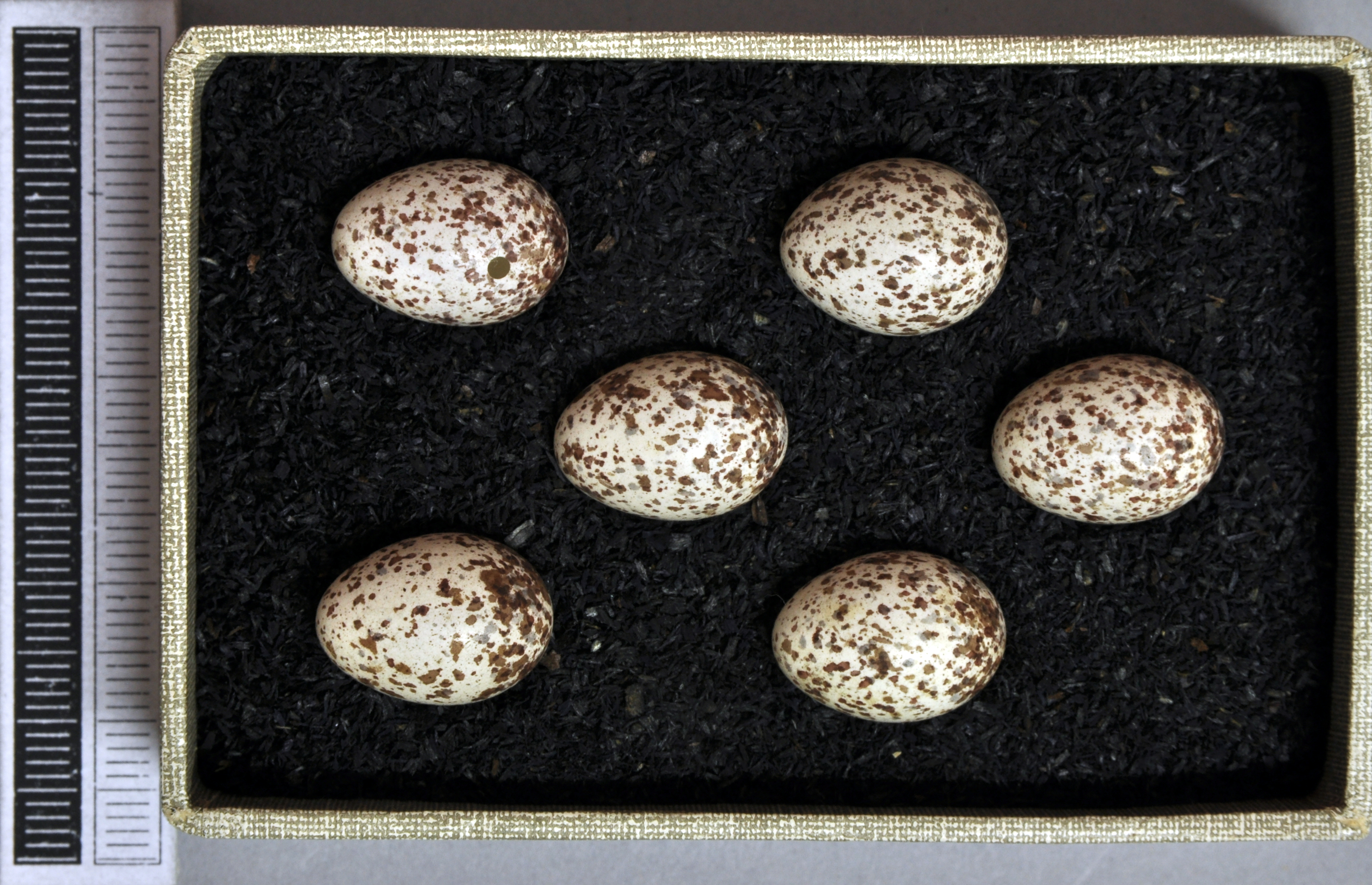
ヴィースバーデン博物館が所蔵するモリムシクイの卵

この鳥は、営巣のためのまばらな地被植物があり、カバやフユナラ等の開放的であるが日陰多い木からなる森林に生息する。
ドーム型の巣は、低木の地面に近いところに作られ、5月には、6個か7個の卵が産まれる。旧世界のアメリカムシクイの大部分と同様に、食虫性である。ポーランドのビャウォビエジャの森に生息するモリムシクイの巣の主な捕食者は哺乳類、特に中型の肉食動物で、主に夜間に音や匂いを頼りに巣を襲う。そのため、恐らく雛が成長し鳴き声が大きくなると捕食者に見つかる確率が上がるため、時間がたつにつれて、巣の生存率は徐々に低下する。

## 記載
体長は11-12.5cmで、外見は典型的なメボソムシクイであり、上部は緑色、下部は白色、胸はレモンに似た黄色である。眉、喉、上胸の黄色、三列風切羽の端の淡い色、初列風切羽が長いこと、尾が短く太いこと等で、チフチャフやキタヤナギムシクイ等の類似種と区別できる。
イギリスには、4月から8月頃に夏の鳥として渡ってくるが、近年その数は減っている。アイルランドでは滅多に見られないが、ウィックロー県では非常に少ないながら確かに繁殖している。
傾斜、被覆、広葉樹の割合、林冠の高さ、林縁の長さ等、森林の構造に関する様々な要因がこの種の占有率に影響を与える。そのため、保存のためには、モリムシクイが好む森林の構造を維持する取組が重要である。また、繁殖期以外の森林の好みもあるが、ガーナなどの越冬地ではこのような生息地は減少している。森林の生息域は減少しているが、モリムシクイは木の多い農場等でも生息できるため、数自体はあまり変わっていない。しかし、さらに森林が減少すると、将来的にこの種にとって良くない影響を与える可能性がある。

## 鳴き声
2種類の鳴き声があり、それを交互に繰り返すことが多い。金属が震えるような甲高い ピチチチチという声がテンポが速くなりつつ2-3秒続き、その後、より低い管楽器のようなピューピューという音が3-5秒続く。仲間と連絡を取り合う時には、後者に似た柔らかい音で、短く「ピュー」と鳴く。